# أمارو نيتو
أمارو نيتو هو صحفي وسياسي برازيلي، ولد في 4 ديسمبر 1976 في فيتوريا، البرازيل في البرازيل. نشط حزبياً في Republicans (Brazil) ‏. وقد انتخب federal deputy of Espírito Santo ‏ خلال فترته النيابية ‏ (1 فبراير 2019 – ) وانتخب عضو مجلس النواب البرازيلي ‏ خلال فترته النيابية ‏.
في عام 2022، أعيد انتخابه نائباً فيدرالياً عن منطقة إسبيريتو سانتو، بحصوله على 52375 صوتاً.